# Schatten

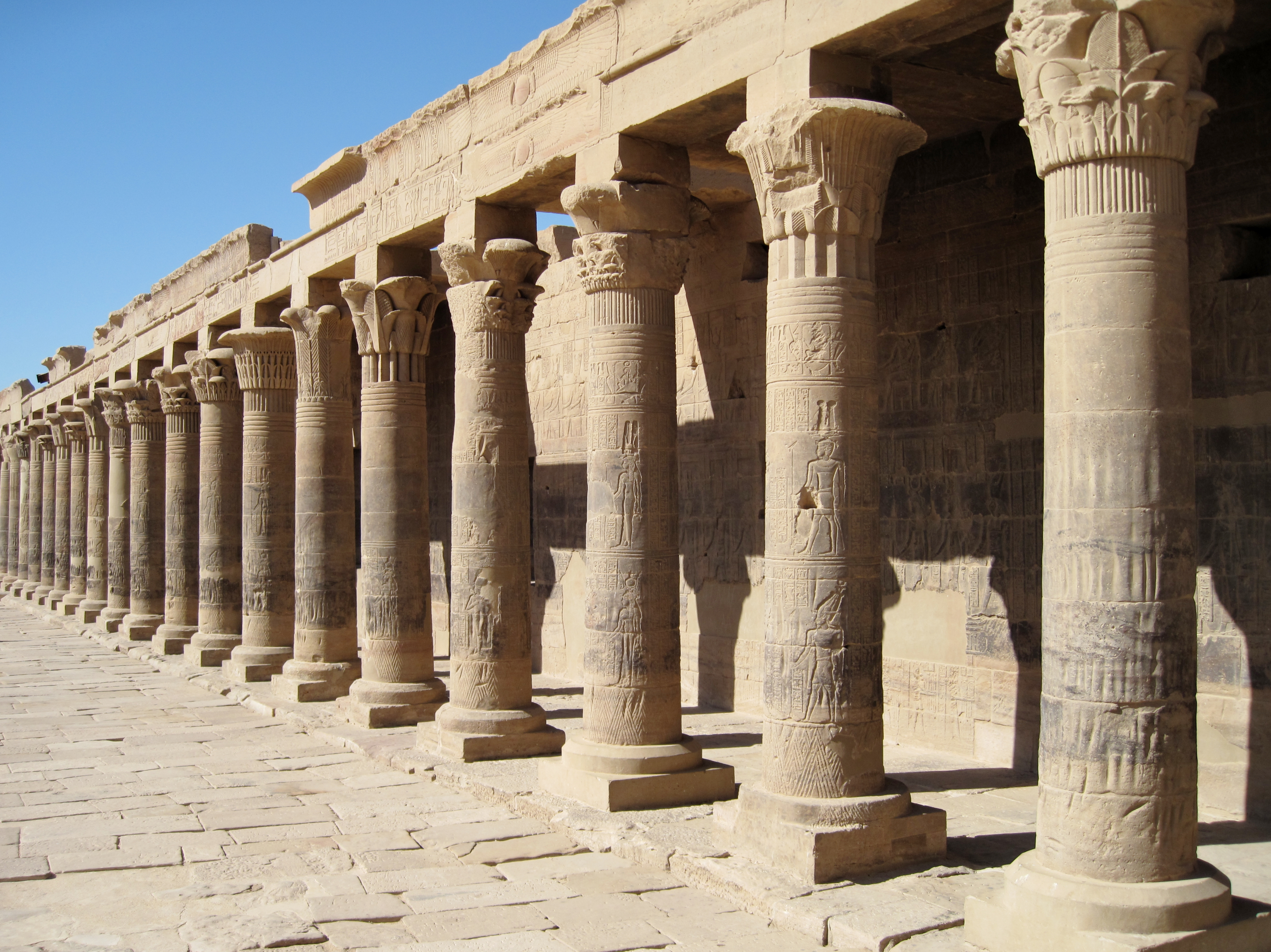
Schattenbildung bei Säulen. Durch die Eigenschatten lässt sich die Rundung der Säulen erkennen. Ihre Schlagschatten verdeutlichen, dass sich hinter ihnen ein Gang und eine Mauer befindet.

Der Schatten ist der gar nicht oder weniger beleuchtete Raum (Bereich) hinter einem undurchsichtigen oder nicht vollkommen durchsichtigen Körper, der sich im Strahlengang einer Lichtquelle befindet.

## Allgemeines

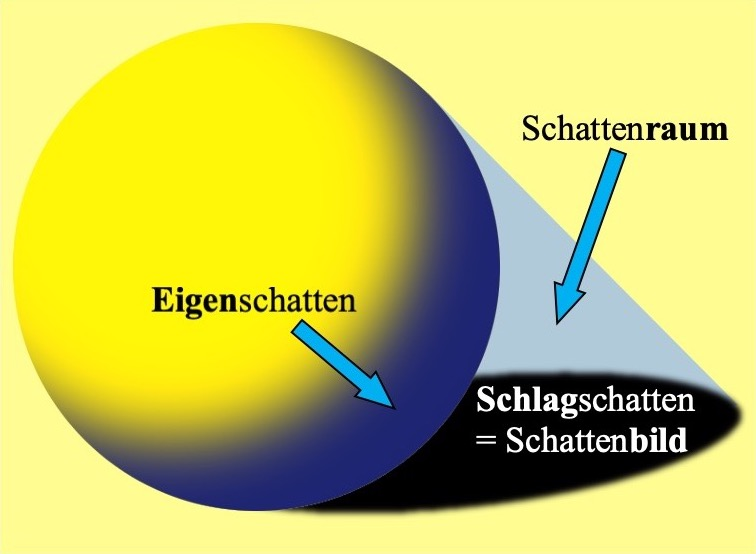
Die verschiedenen Schattenarten

Der Schatten bezeichnet den Schattenraum (das Schattengebiet, Volumen), der in dem von der Lichtquelle abgewandten Bereich hinter einem Körper liegt. Dieser Raum erstreckt sich in den Grenzen der abgeschatteten Seite bis zum Schlagschatten. Der Schatten, den ein Körper auf seine Standfläche oder Umgebung (Projektion auf einen Schirm, eine Wand, auf den Boden oder einen anderen Körper) wirft, heißt Schlagschatten (auch Außenschatten, Schattenbild, Schattenriss, Silhouette, Standschatten). Dieser informiert über die räumliche Beziehung des Gegenstandes zur Umgebung und anderen Objekten. Außerdem gehört zum Schatten der Eigenschatten (Hell-Dunkel-Modellierung, Körperschatten, Licht-Schatten-Modulation, Schattenseite, Schattierung, englisch Inner shadow). Dieser ist der unbeleuchtete Teil, der auf dem Körper selbst liegt.
Man unterscheidet je nach Anzahl und Ausdehnung der Lichtquellen und diversen optischen Effekten mehrere Arten von Schatten (Kernschatten, Halbschatten, Übergangsschatten). Der Rand des unbeleuchteten Schattens heißt Schattengrenze oder Hell-Dunkel-Grenze, in der Astronomie und Meteorologie auch Terminator oder Tag-Nacht-Grenze.

## Physik / Optik
Das Aussehen des Schattens ist von mehreren Faktoren abhängig:
- von der Form und der Anzahl der Lichtquellen,
- von der Position der Lichtquelle(n) und von der Entfernung zwischen Lichtquelle(n) und Körper,
- von der Form und Lage des Untergrundes und
- von der Gestalt und Beschaffenheit des Körpers (undurchsichtig oder nicht völlig durchsichtig).[2]

### Einfluss der Lichtquellen

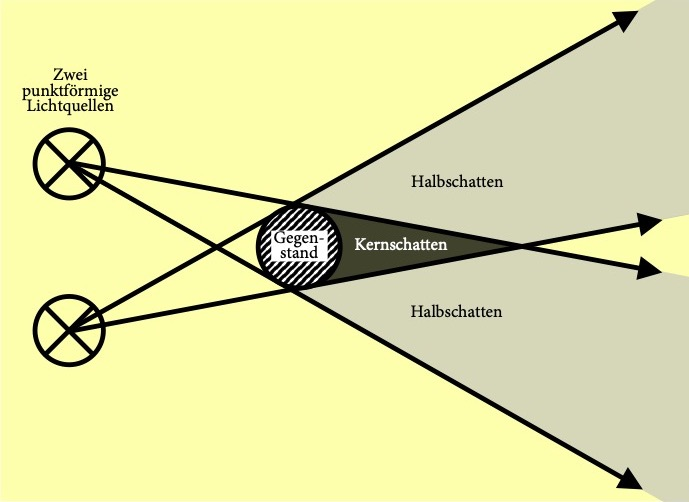
Zwei punktförmige Lichtquellen erzeugen einen dunklen (schwarzen) Kernschatten und zwei hellere (graue) Halbschatten.

- Eine punktförmige oder eine als solche wirkende Lichtquelle (z. B. Blitzgerät, Kerzenflamme, Glühlampe, LED-Lampe, Sterne, Strahler) wirft einen scharf begrenzten Schatten, den man auch als Kernschatten bezeichnet.
- Zwei punktförmige Lichtquellen ergeben einen Kernschatten (englisch Umbra) und einen Halbschatten (Nebenschatten, englisch Penumbra). Der Kernschatten ist der Raum hinter einem beleuchteten Objekt, der von keiner Lichtquelle beleuchtet wird. In den Bereich des Halbschattens fällt nur das Licht einer Lichtquelle.
- Bei einer ausgedehnten oder diffusen Lichtquelle (z. B. Flächenstrahler, mattierter Leuchtkörper, Wolkenhimmel) entsteht ein unscharfer Schatten. Neben dem Kernschatten befindet sich ein nach außen heller werdender Übergangsbereich. Diesen Bereich nennt man Übergangsschatten (Mischschatten, Teilschatten, verlaufender Schatten, auch: Halbschatten, Nebenschatten). Wenn die Lichtquelle größer ist als der schattenwerfende Körper, laufen die Projektionslinien des Kernschattens konisch zusammen (bei einem runden Körper bilden sie einen Kegel). Daher reicht der Kernschatten nur in eine gewisse Entfernung hinter dem schattenwerfenden Körper.

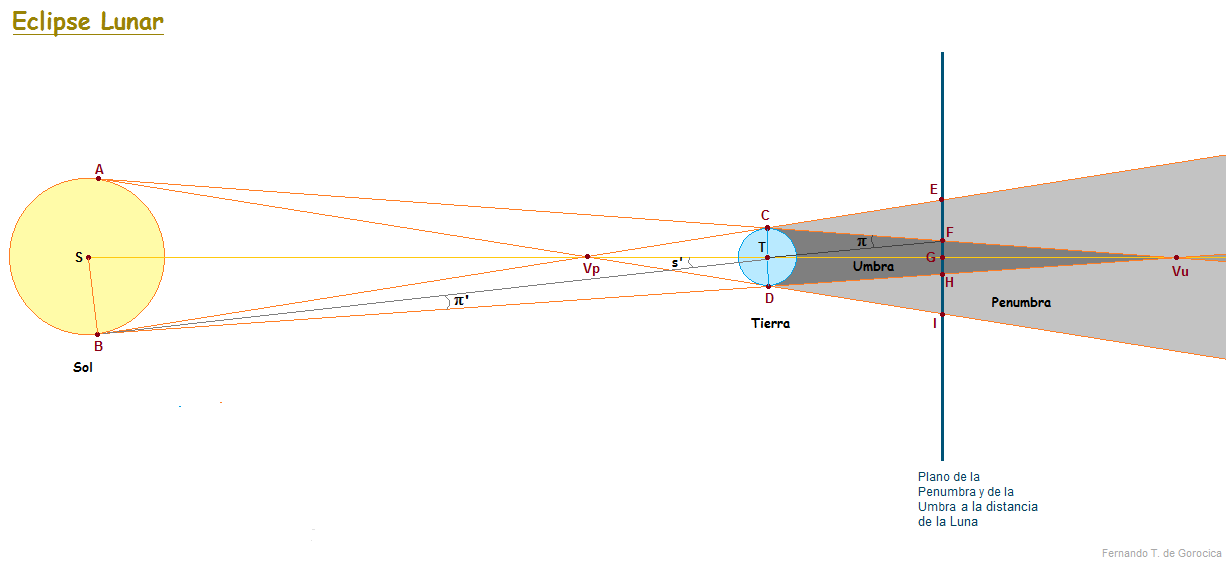
Mondfinsternis: Bei der totalen Mondfinsternis befindet sich der Mond im kegelförmigen Kernschatten der Erde.

Simulation einer Sonnenfinsternis mit dem fast punktförmigen Kernschatten, dem Bereich des Halbschattens (partielle Sonnenfinsternis) und der gegenläufigen Tag-Nacht-Grenze

- Mondfinsternis: Bei der totalen Mondfinsternis befindet sich der Mond im kegelförmigen Kernschatten der Erde.Simulation einer Sonnenfinsternis mit dem fast punktförmigen Kernschatten, dem Bereich des Halbschattens (partielle Sonnenfinsternis) und der gegenläufigen Tag-Nacht-GrenzeBei verfeinerter Beobachtung werden im Schatten, vor allem an den Schattengrenzen, durch Beugung des Lichts am Körper hervorgerufene Strukturen sichtbar.[3] Außerdem gilt: Je diffuser die Beleuchtung durch die Umgebung, desto „weicher“ und heller der Schatten.

### Mond- und Sonnenfinsternis
Eine Mondfinsternis entsteht, wenn der Mond in den Kernschatten hinter der Erde eintritt. Die Finsternis ist total, wenn der Mond sich vollständig im Kernschatten der Erde befindet. Dieses Ereignis lässt sich von der gesamten Nachtseite der Erde aus beobachten. Da das Sonnenlicht an der Atmosphäre der Erde gebrochen wird, ist der Kernschatten der Erde beleuchtet und der Mond erscheint rötlich: „Kupfermond“. Die Finsternis ist partiell, wenn der Mond sich nur teilweise im Kernschatten befindet. Befindet sich der Mond im Halbschatten der Erde, ist der Effekt einer Finsternis mit bloßem Auge praktisch nicht zu erkennen.
Eine Sonnenfinsternis entsteht, wenn die Erde in den Schatten des Mondes eintritt. Man beobachtet eine totale Sonnenfinsternis, wenn man sich im Kernschatten des Mondes befindet. Dieses Ereignis lässt sich nur von einem sehr kleinen Bereich der Tagseite der Erde beobachten. Denn da der Mond von der Erde aus gesehen etwa gleich groß erscheint wie die Sonne, erreicht der Kernschatten des Mondes nur einen kleinen, fast punktförmigen Teil der Erde. Man beobachtet eine partielle Sonnenfinsternis, wenn man sich im Halbschatten befindet. Dabei bleibt ein mehr oder minder großer, sichelförmiger Teil der Sonne sichtbar.
Eine ringförmige Sonnenfinsternis entsteht, wenn der Mond so weit von der Erde entfernt ist, dass sein Kernschatten die Erde nicht mehr trifft. Bei diesem speziellen Effekt spricht man von Antumbra, deutsch gelegentlich als „Gegenschatten“ oder – korrekt übersetzt – „Vorschatten“ (von lat. ante „vor“) bezeichnet. Allgemein tritt dies auf, wenn ein Körper eine ausgedehnte Lichtquelle verdeckt, die größer ist als der Körper selbst. In ausreichender Entfernung erscheint der Umriss des Körpers vollständig vor dem Umriss der Lichtquelle, ohne dass die Lichtquelle völlig verdeckt wird. Bei der ringförmigen Sonnenfinsternis befindet sich der Betrachter in der Antumbra des Mondes. Aus demselben Grund wandern die inneren Planeten (oder andere Himmelskörper, auch Exoplaneten) nur als schwarze Scheibe über die Fläche der Sonne. Man spricht von Durchgang (Transit) und nicht von „Finsternis“.

### Andere Wellenarten
Analog zu den Lichtwellen wird auch bei anderen Wellen (z. B. Schallwellen, Funkschatten bei Radiowellen) von Schatten gesprochen. Bei Röntgenstrahlen etwa entsteht das Röntgenbild, indem der Schattenwurf der zu untersuchenden Gegenstände projiziert wird. Das Verfahren wird in der Medizin und in der Technik angewandt.

## Kunst
(Siehe Artikel: Schattenwirkung) In der Malerei, den grafischen Künsten, wie auch in der Fotografie und der Computergrafik dient die Darstellung des Schattens dazu, die Körperlichkeit der Figuren und Gegenstände zu verdeutlichen. Beispielsweise ist eine Rundung nur durch Schatten überhaupt verständlich zu machen.
Bereits die Griechen stellten Schatten dar, um den Betrachtenden eine Scheinwelt vorzugaukeln. In der abendländischen Kunst wendete man die Darstellung des Eigenschattens zur Modellierung der Gegenstände durchgehend an. Auf die Darstellung des Schlagschattens hingegen verzichtete man zeitweise. Seit dem Beginn der Renaissance wird auch dem Schlagschatten in der Kunst große Aufmerksamkeit gewidmet. Das Studium von Licht und Schatten wird zum festen Bestandteil in der Kunstausbildung. Wissenschaftliche Schriften zur Perspektive analysieren das Phänomen bis ins Detail. Mit den Mitteln der darstellenden Geometrie (geometrische Konstruktion) lässt sich der Schlagschatten ermitteln.
Die erste Malerei stammt nach Plinius dem Älteren angeblich von der Tochter des griechischen Töpfers Butades (= Dibutades) aus Sikyon. Aus Liebe zu einem jungen Mann, der in die Fremde ging, umzog sie an der Wand den Schatten seines Gesichtes mit Linien.
In der Kunst der Ägypter und in der griechischen Vasenmalerei des frühen fünften Jahrhunderts wurden keine Schatten dargestellt. Aber antike Mosaiken zeigen bereits Eigenschatten und Schlagschatten.
Eine der frühesten künstlerischen Darstellungen von Schlagschatten in der abendländischen Kunst findet sich bei Robert Campin im Gemälde der Dreifaltigkeit (Gnadenstuhl). Neben den Eigenschatten auf den fiktiven (nur gemalten) Skulpturen finden sich Kern- und Halbschatten an der Wand in der gerundeten Nische.
Kunstschaffende malen Schatten nicht nur, um die Realität wirklichkeitsgetreu wiederzugeben. Das Gemälde „Pubertät“ von Edvard Munch zum Beispiel zeigt einen unnatürlich verfremdeten Schlagschatten des Mädchens an der Wand, um die Belastungen der Pubertät zu verdeutlichen.

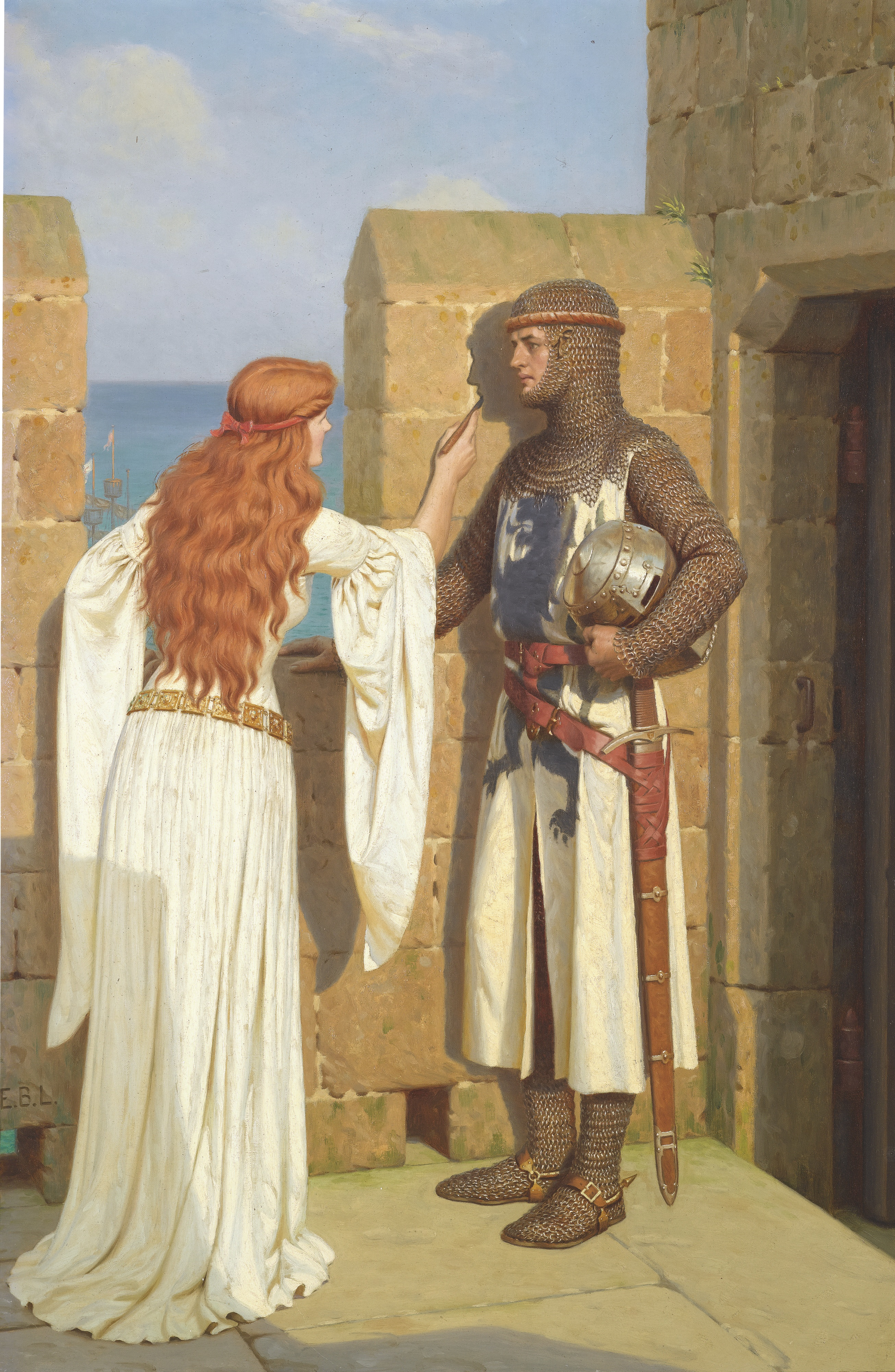
Edmund Blair Leighton: Der Schatten, etwa 1909. Die Darstellung zeigt den griechischen Mythos, bei dem die Tochter eines Töpfers aus Sikyon (Korinth) den Schatten ihres Geliebten nachzeichnet.
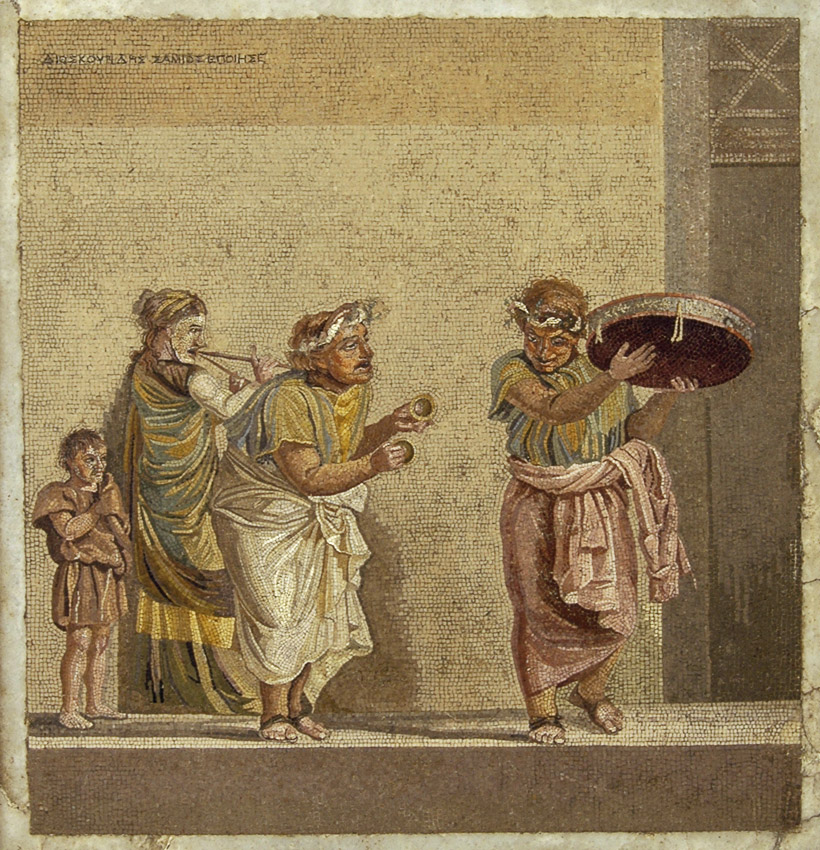
Eigenschatten und Schlagschatten in einem antiken, römischen Mosaik in Pompeji.
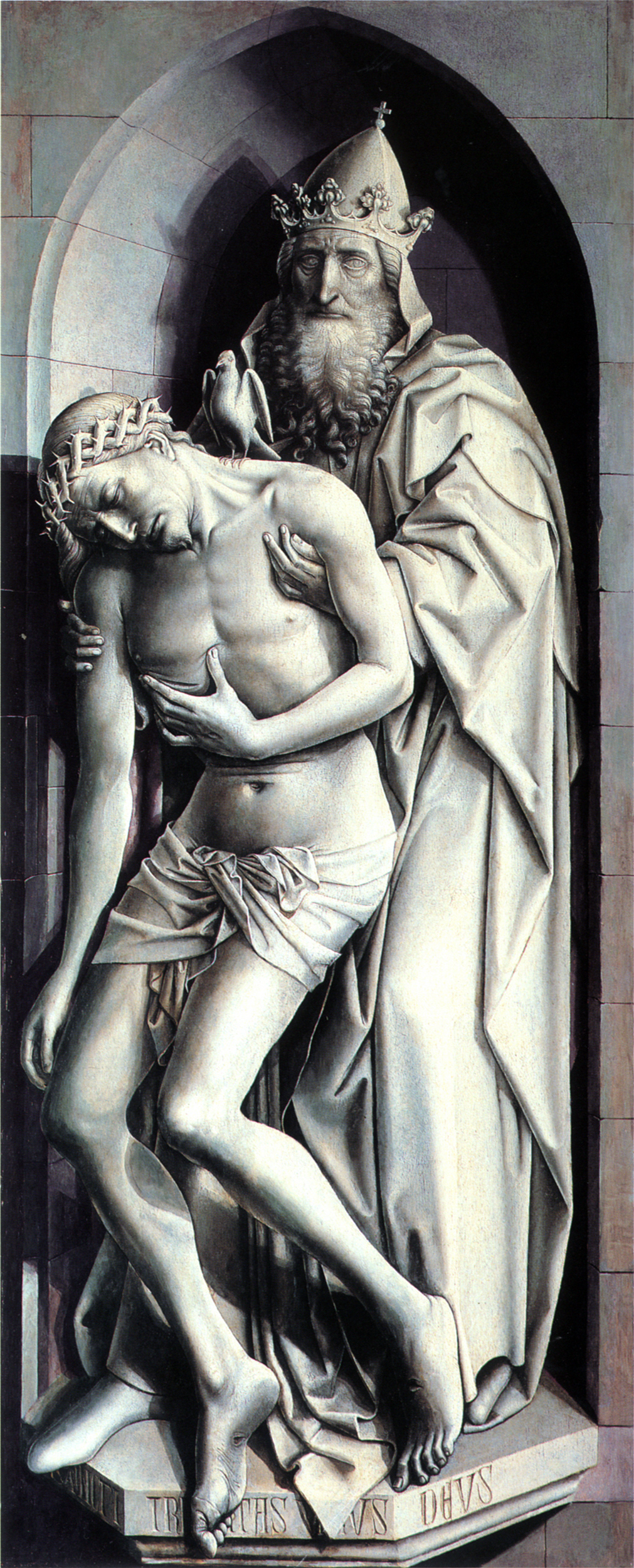
Robert Campin (zugeschrieben): Die Dreifaltigkeit (Gnadenstuhl), 1427–32, gemalte Grisaille einer Skulptur. Neben den Eigenschatten wirft die Skulptur zwei unterschiedlich starke Schatten in die gerundete Nische.
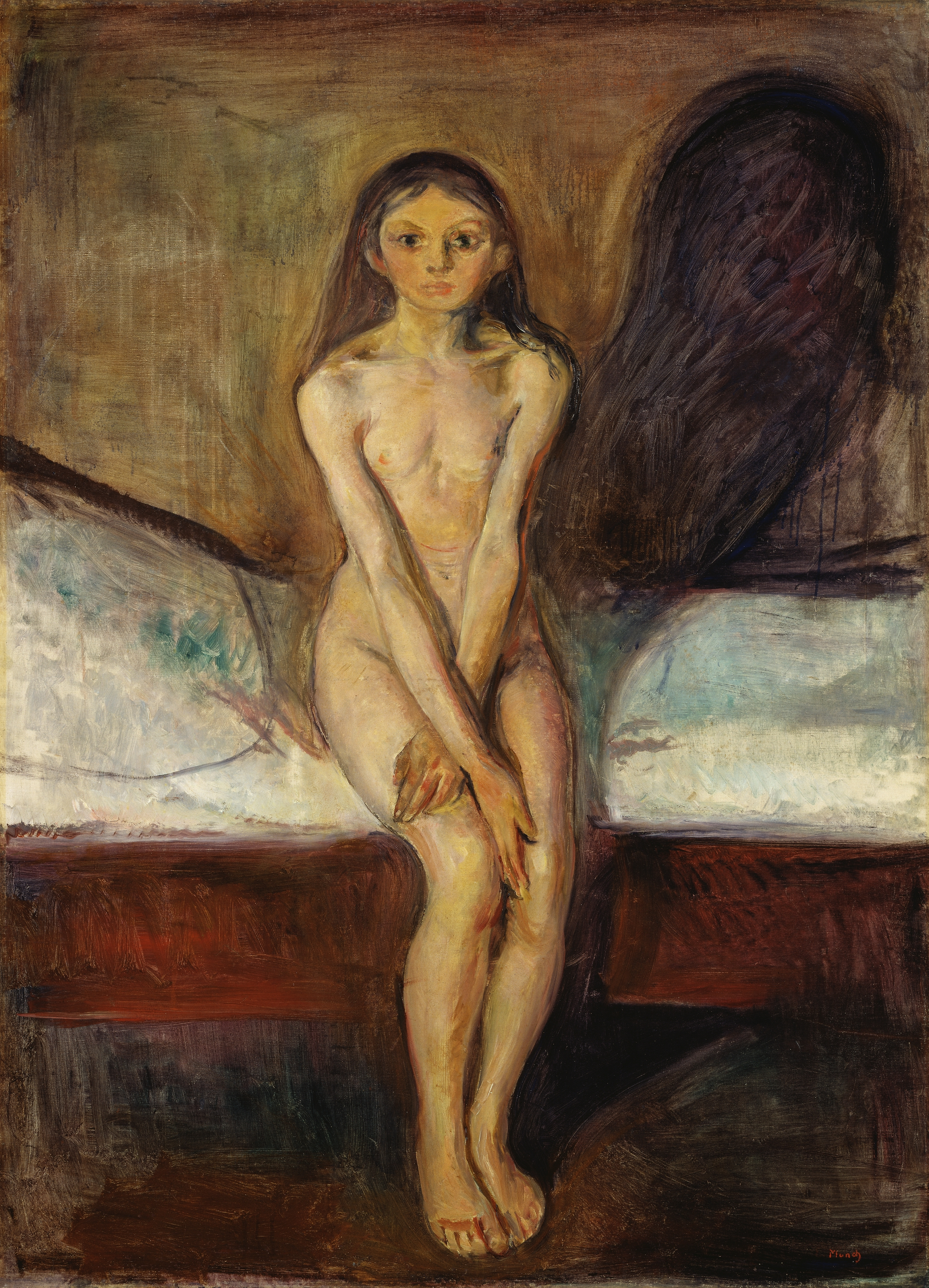
Edvard Munch: Pubertät, 1894–95. Der dunkle, verfremdete Schlagschatten an der Wand verdeutlicht die Ängste und Belastungen des Mädchens durch die Pubertät.
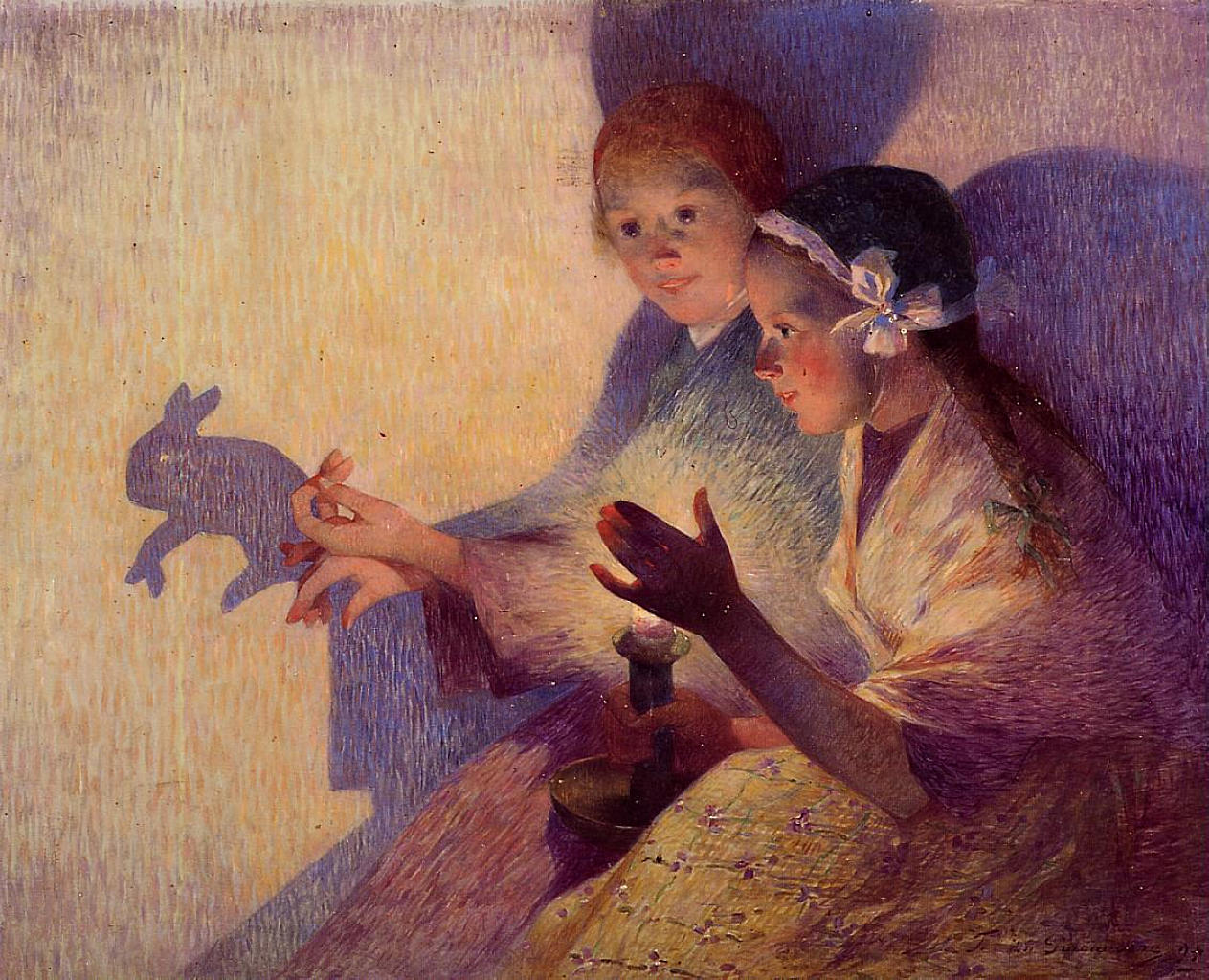
Ferdinand du Puigaudeau: Chinesische Schatten, der Hase, 1895.

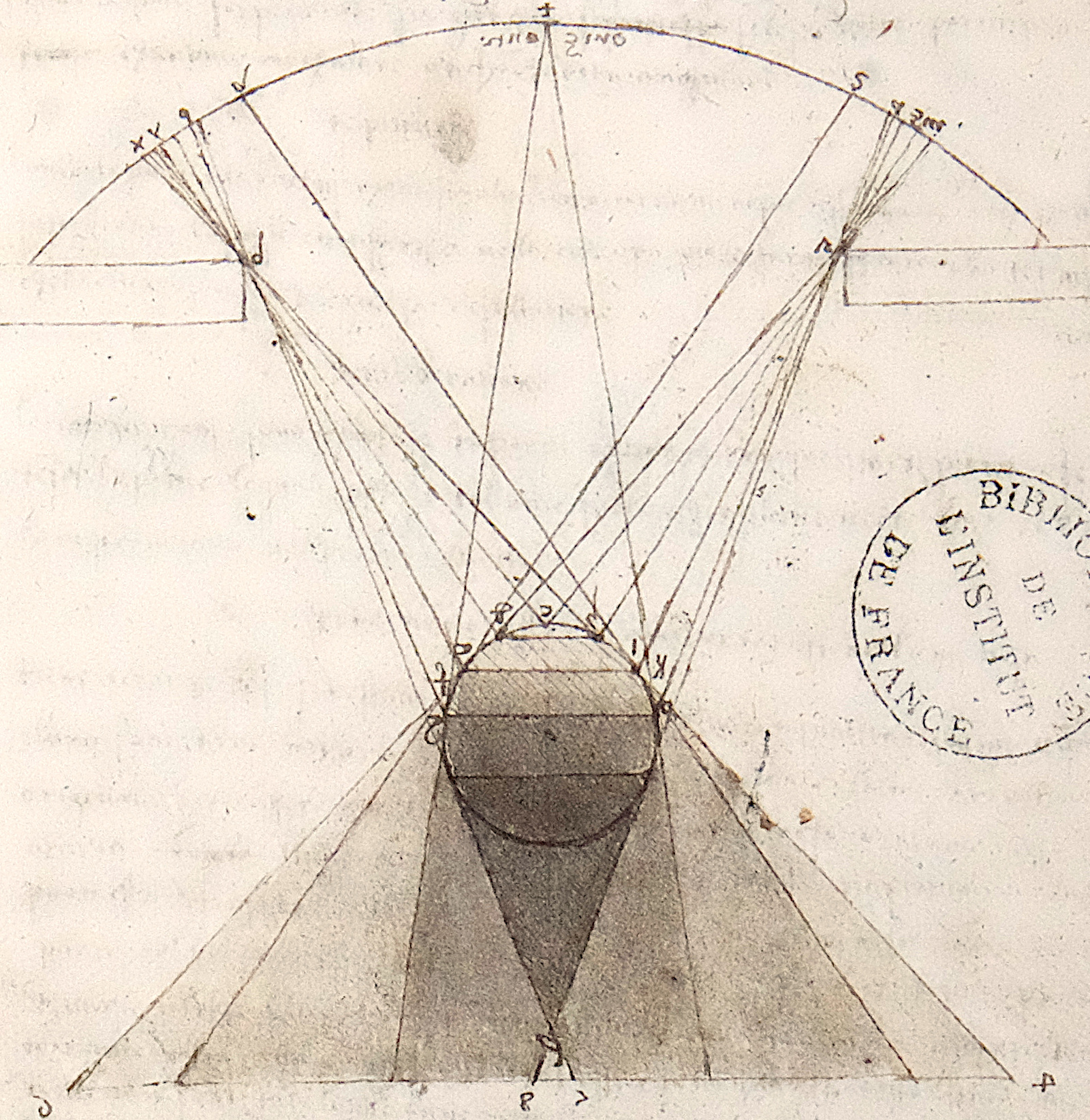
Licht und Schatten auf und bei Sphären, Leonardo da Vinci 1492

## Mathematik / Geometrie
In der Darstellenden Geometrie konstruiert man Schatten von räumlichen Objekten (Haus, Turm, Brücke usw.), um Bilder wirklichkeitsnäher aussehen zu lassen. Man findet das Schlagschattengebiet, indem man die punktförmige Lichtquelle oder alle Randpunkte der Lichtquelle mit wesentlichen Randpunkten des Körpers verbindet. Die geradlinigen Verlängerungen dieser Linien enden im Umriss des Schlagschattens. Diese Linien laufen von einer Punktquelle konisch auseinander (Lichtkegel), sodass der Schattenwurf größer ist als der schattenwerfende Körper, um so größer, je weiter dieser von der Projektionsfläche weg ist, um so kleiner, je weiter er von der Lichtquelle weg ist. Bei parallel einfallendem Licht, beispielsweise bei unendlich weit entfernter Lichtquelle wie der Sonne, bleibt der Schatten gleich groß.

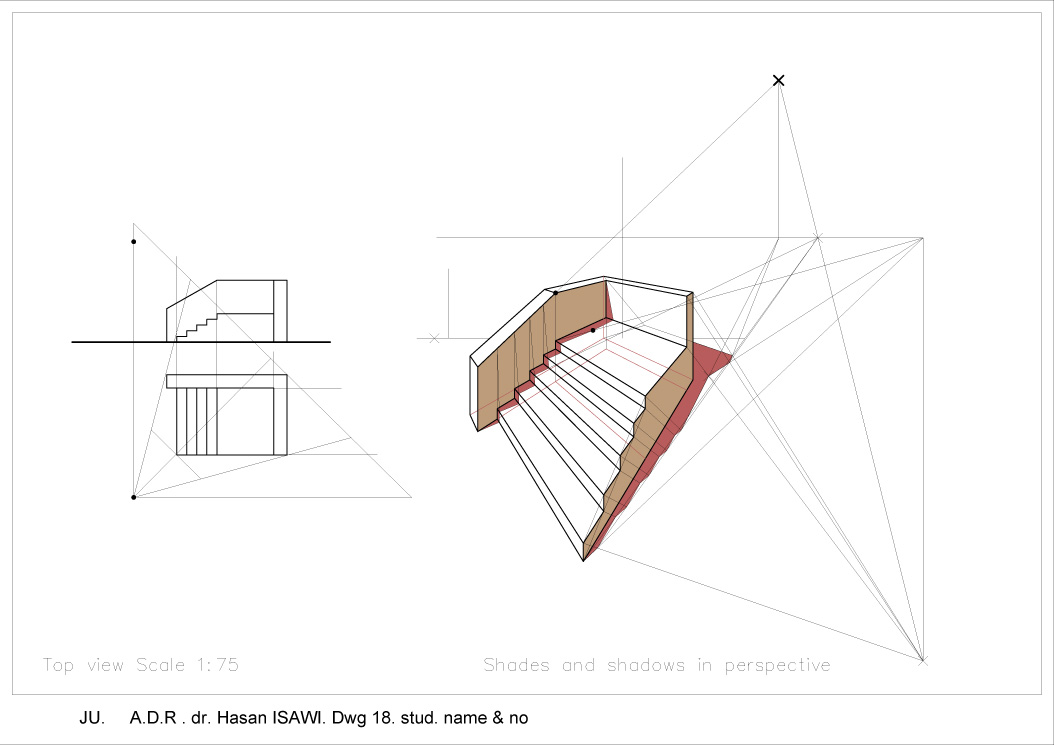
Schattenkonstruktion bei einer Treppe.

Schattenkonstruktionen für Schatten von parallelem (Sonne) oder zentralem (Lampe) Licht auf eine horizontale Ebene sind sowohl bei Parallelprojektionen als auch bei Zentralprojektionen relativ einfach. Komplizierte Fälle überlässt man heute dem Computer, da moderne Bildsynthese (Rendering) sowieso auf Strahlenverfolgung (Raytracing) beruht.

## Farbige Schatten
Farbige Schatten (Farbschatten) entstehen, wenn ein Gegenstand von mindestens zwei verschiedenfarbigen Lichtquellen beleuchtet wird. Der Effekt lässt sich entweder durch objektiv optische Gegebenheiten erklären oder er beruht auf physiologischen Vorgängen im Auge. Außerdem können farbige Schatten mit einer Lichtquelle und einem farbigen, durchsichtigen Gegenstand, zum Beispiel einem gefärbten Glas, erzeugt werden.

### Zwei unterschiedlich farbige Lichtquellen
Wird ein Gegenstand von einer roten (oben) und einer grünen (unten) Lichtquelle angestrahlt, entsteht ein dunkler Kernschatten, der von keiner Lichtquelle angestrahlt wird. In den oberen Halbschatten fällt kein grünes Licht, da hier der Schattenbereich der grünen Lichtquelle liegt. Er wird nur von rotem Licht bestrahlt und erscheint deshalb rot. Entsprechend fällt in den unteren Halbschatten kein rotes Licht, wohl aber grünes, weshalb der Schatten grün erscheint. Überlagern sich die Halbschattenbereiche, folgen die Mischfarben den Gesetzen der additiven Farbmischung.

### Eine farbige und eine weiße Lichtquelle
Wird ein Gegenstand von einer roten (oben) und einer neutral weißen (unten) Lichtquelle angestrahlt, entsteht ein dunkler Kernschatten, der von keiner Lichtquelle angestrahlt wird. In den oberen Halbschatten fällt kein weißes Licht, da hier der Schattenbereich der weißen Lichtquelle liegt. Er wird nur von rotem Licht bestrahlt und erscheint deshalb rot. In den unteren Halbschatten fällt kein rotes Licht, wohl aber weißes. Dieser Schattenbereich erscheint nicht wie zu erwarten farbneutral weiß, sondern in der Komplementärfarbe von Rot, nämlich cyanfarben. Dies ist physiologisch zu erklären.

### Farbige Schatten in der Natur
Bei Beleuchtung mit Tageslicht sind die Schattenbereiche nicht vollständig dunkel, sondern zum Beispiel durch Streulicht aus dem Himmelsblau bläulich aufgehellt. Dies wird besonders deutlich, wenn der Schatten auf eine diffus reflektierende Fläche fällt, etwa eine (farbige) verputzte Hauswand oder eine (weiße) Schneefläche.
Die Malerinnen und Maler des Impressionismus zum Beispiel beobachteten genau die Farbnuancen farbiger Schatten und andere Effekte der atmosphärischen Optik und gaben sie in ihren Malereien wieder.

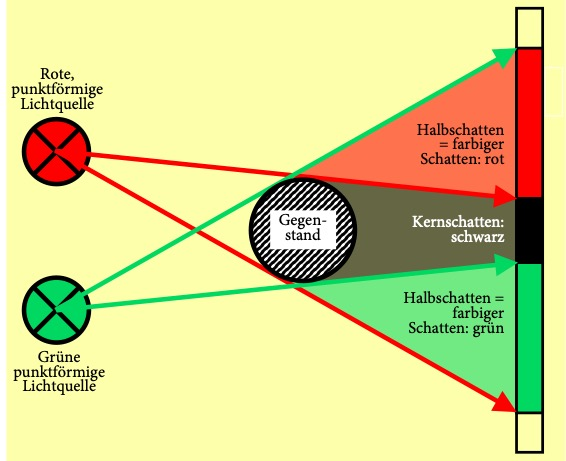
Eine rote und eine grüne Lichtquelle erzeugen neben dem dunklen Kernschatten einen roten und einen grünen Halbschatten.
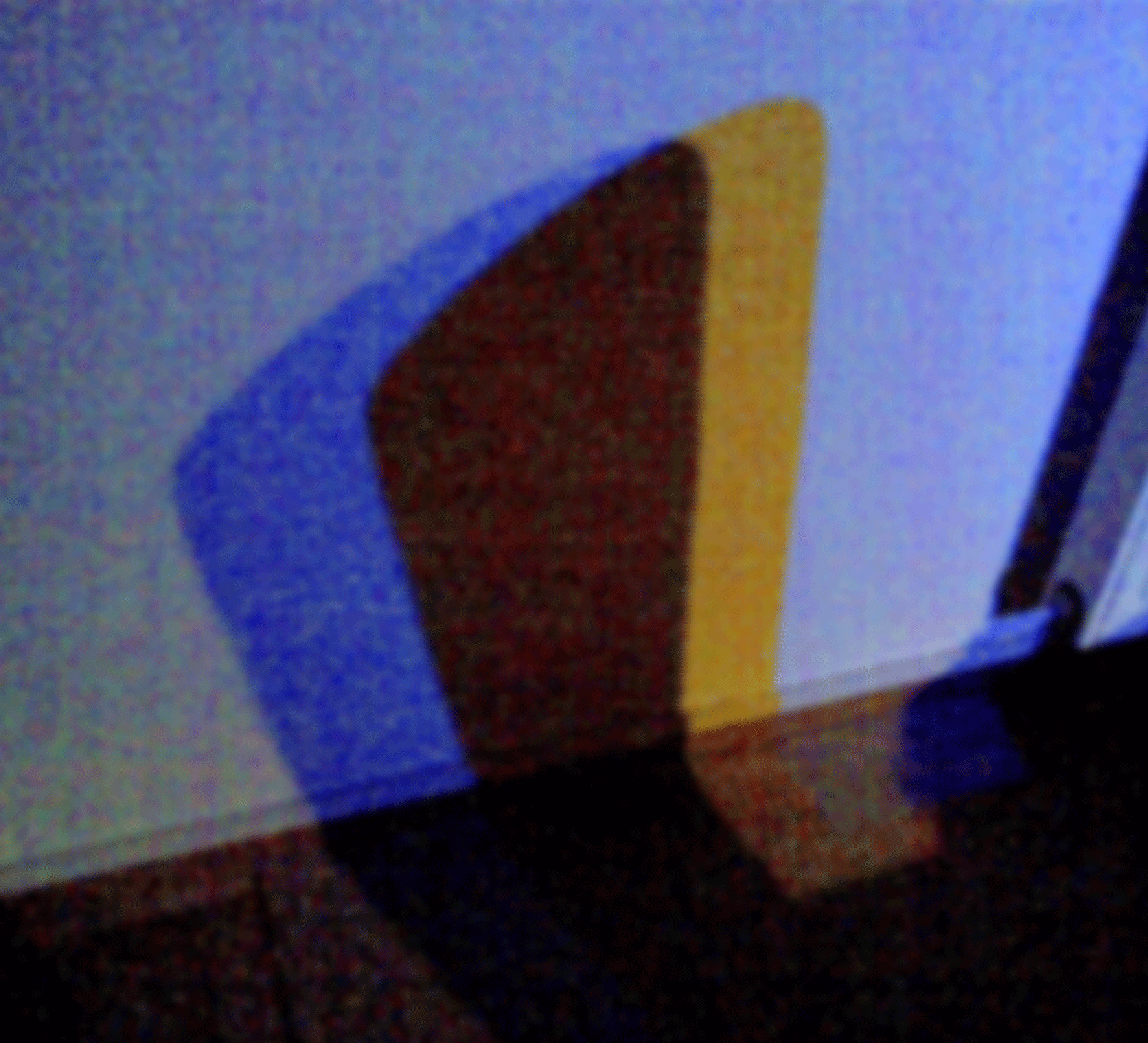
Eine blaue und eine gelbe Lichtquelle erzeugen neben dem Kernschatten einen blauen und einen gelben Halbschatten.
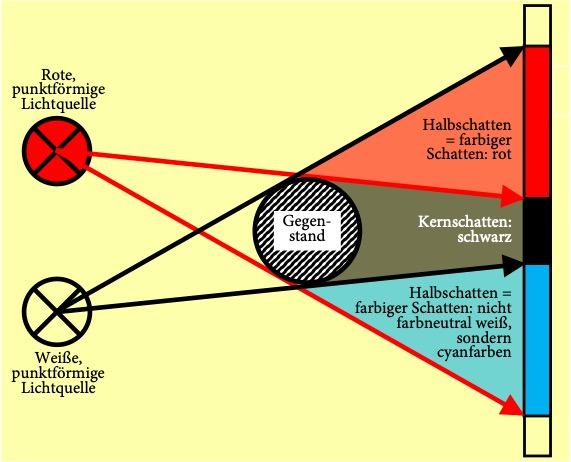
Eine rote und eine farbneutral weiße Lichtquelle erzeugen neben dem dunklen Kernschatten einen durch die Beleuchtung bedingten, roten Halbschatten und einen physiologisch bedingten, cyanfarbenen Halbschatten.
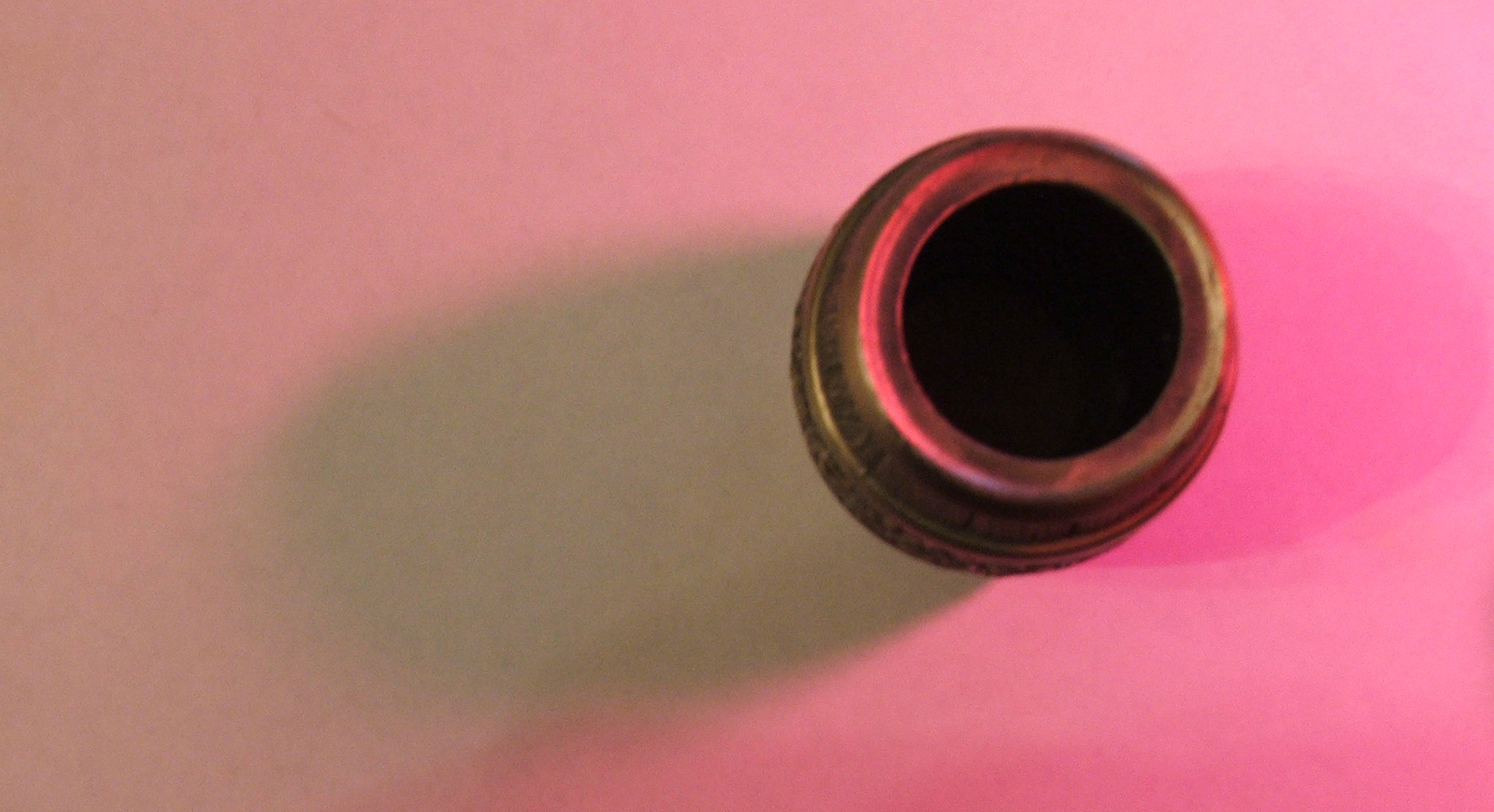
Ein mit magentafarbenem Licht erzeugter Schattenwurf eines Gegenstandes erscheint durch eine zweite, weiße Lichtquelle in der Komplementärfarbe Grün und leicht aufgehellt.
Claude Monet: Straße nach Giverny im Winter, vor 1926. Die Bäume werfen einen blauen Schatten auf die schneebedeckte Straße.

## Gartenbau
Im Gartenbau versteht man unter Halbschatten ein Gebiet, das nur phasenweise von der Sonne beschienen wird. So herrscht zur Haupttriebzeit April und Mai lichter Schatten, im Sommer möglicherweise Baumschatten für einen halben Tag, im Spätherbst wieder lichter Schatten.

## Hilfsmittel
Ein Horizontoskop ist ein einfaches und schnelles Hilfsmittel, um vor Ort ermitteln zu können, zu welchen Tageszeiten und Jahreszeiten Hindernisse auf einen Punkt einen Schatten werfen.